# Chambre 2806 : L'affaire DSK
Chambre 2806 : L'affaire DSK est une mini-série documentaire française. Diffusée sur la plateforme de vidéo à la demande Netflix, la série sort en quatre épisodes le 7 décembre 2020,. Elle retrace l'histoire de l'affaire judiciaire de droit commun consécutive aux accusations d'agression sexuelle, de tentative de viol et de séquestration, portées par Nafissatou Diallo contre Dominique Strauss-Kahn. La série est réalisée par Jalil Lespert, et produite par Sophie Paliès et Philippe Lavasseur.

## Synopsis
Le 14 mai 2011, alors que Dominique Strauss-Kahn s'apprêtait à prendre un avion pour rentrer de New York vers la France, il a été arrêté peu de temps avant le décollage par la police de New York, ayant été accusé moins d'une heure auparavant d'agression sexuelle sur une femme de ménage dans l'hôtel Sofitel qu'il venait de quitter.
Plusieurs personnalités sont interviewées. Dominique Strauss Kahn refusa d'y participer et promis peu avant la sortie de Chambre 2806 de produire un documentaire qui raconte sa version des faits.

## Épisodes
- Épisode 1

Au lendemain d'une crise financière mondiale, Dominique Strauss-Kahn semble porteur d'espoir. Mais en 2011, un voyage à New York le place au cœur d'un scandale.
- Épisode 2

À la suite des accusations de Nafissatou Diallo, DSK est placé en détention. Des rumeurs évoquant une liaison ancienne commencent alors à émerger.
- Épisode 3

Une autre femme accuse DSK, alors que l'opinion publique se divise.  Celui-ci finit par démissionner de son poste de directeur du FMI avant d'être libéré sur parole.
- Épisode 4

D'autres plainte pour abus sexuel font surface tandis que les doutes planent sur l'affaire DSK, et que Nafissatou Diallo demande toujours justice malgré la pression.